# 拥抱朝阳
《擁抱朝陽》是香港財經小說作者梁鳳儀的作品。這部小說後來被改編成為電影，由林子祥及袁詠儀主演。

## 故事大綱
故事講述香港富豪童柏廉（林子祥飾）為向祖國大陸投資，乘船來到上海，在黃浦江中的遊輪上邂逅從香港來滬度假的漢至誼小姐（袁詠儀飾）。
漢小姐的父親漢海防高價買下朋友易祖訓的部分產業，孰知中了易祖訓的詭計，這些產業的股票狂跌，漢海防破產，腦溢血身亡。漢至誼憤然斷絕了與易祖訓兒子易君恕的戀愛關係。童柏廉50歲，妻子已故。他深深為漢小姐美麗的容貌和剛毅的性格所動，而漢至誼為依靠童家的力量，重振漢氏家業，接受了童柏廉的求婚。在上海返回香港的豪華輪船上兩人舉行了簡潔而隆重的婚禮。
這門婚事，招來了種種閒言碎語，童柏廉的兒子童經、女兒童政（曹永廉和宣萱飾）怕漢至誼分去童家財產，極為不滿；漢至誼的母親和弟弟也憂心忡忡；易祖訓明白漢至誼從此會有足夠的力量對付易家，便極力促使兒子易君恕追求童政。易君恕追求漢至誼不成，便與童政結婚，住進童家。在童柏廉的支持下，漢至誼主管漢氏企業，幹得比其父更加興旺。童柏廉的真誠、正直和對她的愛也使漢至誼對他的感情愈深。為了童柏廉，漢至誼盡力謀求與掌管童氏集團的童政合作，而童政卻處處與漢家為難。
童經為與童政爭奪今後繼承遺產的份額，串通易祖訓坑害童政，使其生意垮台。童政突遭打擊，身孕流產。易君恕不滿父親，卻只能到醫院安慰妻子。童柏廉通過律師宣布將自己的財產一半捐給祖國的希望工程，另一半由漢至誼支配，並不受改嫁的影響。
在遊輪上，童柏廉獨自憑欄遠眺，漢至誼飄然而至，童柏廉戚然道：“我已是落日，何足憐惜。” 漢至誼堅定地說：“你不是落日，你是擁抱朝陽的人。 ”說罷兩人相擁而舞。

## 電影

### 主要演員
- 林子祥 飾 童柏廉
- 袁詠儀 飾 漢至誼
- 潘虹 飾 漢至誼之母

### 其他演員
- 林家棟 飾 易君恕
- 宣萱 飾 童政
- 曹永廉 飾 童 经
- 曾江 飾 郭 Uncle
- 黃百鳴 飾 日本人
- 談泉慶   飾 易祖訓
- 呂有慧   飾 宋小姐
- 候煥玲   飾 貴姐

## 外部連結
- 開眼電影網上《抱擁朝陽》的資料（繁體中文）
- 豆瓣电影上《抱擁朝陽》的資料 （简体中文）
- 时光网上《抱擁朝陽》的資料（简体中文）
- 香港影庫上《抱擁朝陽》的資料（繁體中文）
- 互联网电影数据库（IMDb）上《抱擁朝陽》的资料（英文）